# Szamutprakan
Szamutprakan (thaiul írva: สมุทรปราการ, nyugati átírással: Samut Prakan) város Thaiföldön, az azonos nevű tartomány székhelye. Bangkok központjátók kb. 25 km-re délre, a Csaophraja folyó torkolatánál keletre fekszik.  
A környék mezőgazdasági termékeinek (rizs, gyümölcsfélék) kereskedelmi központja és feldolgozója.

## Látnivalók
- Mueang Boran (az ősi város, angolul: Ancient City) Thaiföld legnevezetesebb emlékeinek (templomok, romvárosok, paloták stb.) hű másolata látható itt.
- Erawan-Múzeum
- Krokodil-farm